# Greg Howard (baloncestista)
Gregory Darryle "Greg" Howard (Pittsburgh, Pensilvania, 8 de enero de 1948) es un exjugador y exentrenador de baloncesto estadounidense que disputó dos temporadas en la NBA, y una más en la liga italiana. Con 2,06 metros de estatura, jugaba en la posición de ala-pívot.

## Trayectoria deportiva

### Universidad
Tras pasar un año en el Hartnell Junior College, jugó durante dos temporadas con los Lobos de la Universidad de New Mexico, en las que promedió 17,5 puntos y 10,1 rebotes por partido. En su última temporada estuvo apartado del equipo durante varios partidos por motivos disciplinarios. Ese año fue incluido en el mejor quinteto de la Western Athletic Conference.

### Profesional
Dejó la universidad un año antes de su temporada sénior, marchándose a jugar al Brill Cagliari de la liga italiana, donde permaneció una temporada en la que promedió 19,7 puntos y 12,1 rebotes por partido.
Fue elegido en la décima posición del Draft de la NBA de 1970 por Phoenix Suns, y también por los Washington Caps en el draft de la ABA, fichando por los primeros. Allí jugó una temporada a las órdenes de Cotton Fitzsimmons, como suplente de Connie Hawkins, promediando 3,9 puntos y 2,7 rebotes por partido.
Al año siguiente fue traspasado a Cleveland Cavaliers a cambio de dos futuras elecciones en el draft, donde jugó una temporada siendo una de las últimas opciones del banquillo, promediando 2,9 puntos y 2,3 rebotes por partido. Al año siguiente probó con los San Diego Conquistadors de la ABA, pero finalmente fue despedido antes del comienzo de la competición, retirándose definitivamente.

## Estadísticas de su carrera en la NBA

### Temporada regular
| Temporada | Edad | Equipo              | Liga | P  | TIT | MIN | TC  | TCA | %TC  | 3P | 3PA | %3P | TL  | TLA | %TL  | R.OF. | R.DEF. | REB | ASIS | ROB | TAP | PER | FP  | PTS |
| 1970-71   | 23   | Phoenix Suns        | NBA  | 44 |     | 9.7 | 1.5 | 3.9 | .393 |    |     |     | 0.8 | 1.3 | .638 |       |        | 2.7 | 0.6  |     |     |     | 1.5 | 3.9 |
| 1971-72   | 24   | Cleveland Cavaliers | NBA  | 48 |     | 8.9 | 1.0 | 2.7 | .382 |    |     |     | 0.8 | 1.1 | .765 |       |        | 2.3 | 0.6  |     |     |     | 1.0 | 2.9 |
| Total     |      |                     | NBA  | 92 |     | 9.3 | 1.3 | 3.3 | .388 |    |     |     | 0.8 | 1.2 | .697 |       |        | 2.5 | 0.6  |     |     |     | 1.3 | 3.4 |